# Erich Eliskases
Erich Gottlieb Eliskases (né le 15 février 1913 à Innsbruck en Autriche, mort le 2 février 1997 à Córdoba en Argentine) est un éminent grand maître du jeu d'échecs des années 1930 et 1940 qui a représenté l'Autriche, l'Allemagne et l'Argentine en compétition.

## Biographie et carrière
Né à Innsbruck
(Autriche), Eliskases apprend les échecs à l'âge de 12 ans et montre rapidement d'étonnantes dispositions pour le jeu, remportant le championnat du club d'échecs Schlechter à sa première participation, alors qu'il n'était âgé que de 14 ans. À 15 ans, il est champion du Tyrol et à 16, le vainqueur ex æquo du championnat autrichien.
Il étudie le commerce à Innsbruck, mais ce sont les échecs qui capturent son imagination et il représente l'Autriche aux olympiades d'échecs en 1930, 1933 et 1935 (médaille d'or individuelle au troisième échiquier).
Après l'Anschluss de 1938, il remporta le championnat de l'Allemagne nazie à Bad Oeynhausen en 1938 et 1939. En septembre 1939, Eliskases jouait au premier échiquier allemand à l'olympiade de Buenos Aires quand éclata la Seconde Guerre mondiale. Son équipe remporta la médaille d'or devant la Pologne et l'Estonie. Avec d'autres joueurs, il préfèra rester en Argentine puis au Brésil que de retourner dans la zone du conflit. Les autorités brésiliennes menacèrent d'emprisonner puis d'expulser Eliskases à la suite de la rupture des relations avec l'Allemagne nazie, mais certains joueurs brésiliens intervinrent en sa faveur et l'engagèrent comme professeur.
Après quelques années d'errance en Amérique du Sud, alors qu'il gagnait sa vie avec difficulté, Eliskases obtint la nationalité argentine par naturalisation. La Fédération internationale des échecs lui décerna le titre de maître international en 1950, puis celui de grand maître international en 1952. En 1951, il remporta le tournoi zonal de Mar del Plata et se qualifia pour le tournoi interzonal de Stockholm où il marqua la moitié des points. Il représenta son pays d'adoption aux olympiades de 1952 (3e échiquier, médaille d'argent par équipe), 1958 (3e échiquier, médaille de bronze par équipe), 1960 (2e échiquier) et 1964 (1er échiquier) et continua à jouer jusqu'au début des années 1970, mais ses résultats étaient moins convaincants. Il avait épousé l'Argentine María Esther Almeda et eut un fils, Carlos Enrico. En 1976, la famille retourna au Tyrol autrichien, mais ne s'y installa pas définitivement et retourna vivre à Córdoba en Argentine.

## Résultats contre les champions du monde
Vers la fin des années 1930, avec Keres et José Raúl Capablanca, Eliskases était considéré comme l'un des challengers possibles du champion du monde en titre, Alexandre Alekhine. Il avait la faveur d'Alekhine pour disputer un match, car l'Autrichien lui avait servi de secondant dans son match contre Max Euwe en 1937. Cependant, la défection d'Eliskases pour l'Amérique du Sud arriva à un mauvais moment, car le régime nazi avait prévu d'organiser un match l'opposant à Alekhine en 1941, mais dut y renoncer en raison des événements de cette période.
Eliskases est considéré comme un expert en finale, principalement en raison d'une victoire à Semmering en 1937 contre le champion Cubain José Raúl Capablanca, pourtant réputé invincible en finale. Le grand maître néerlandais Hans Ree a noté qu'Eliskases a été l'un des quatre joueurs (avec Keres, Reshevsky et Euwe) à avoir battu à la fois Capablanca et, plus tard, Fischer. Il avait un score positif contre Euwe (3-2), et fit jeu égal avec Capablanca (2-2) et Fischer (1-1). Les critiques d'Eliskases notent le palmarès impressionnant de l'Estonien Paul Keres, mais ce dernier a été cependant défait deux fois par Eliskases en tournoi.

## Victoires en tournoi et en match
Parmi les nombreuses victoires en tournoi, on peut relever 
- Vienne 1933 (devant Ernst Grünfeld),
- Budapest 1934 (jubilé Maroczy et championnat de Hongrie, devant Andor Lilienthal),
- Linz 1934 (ex æquo avec Albert Becker),
- Zurich 1935 (devant Henri Grob), 1936
- Vienne 1935 (mémorial Trebitsch, ex æquo avec Lajos Steiner),
- Swinemünde 1936 (devant Kurt Richter),
- Milan 1938 (ex æquo avec Mario Monticelli),
- Noordwijk 1938 (son succès le plus remarquable, 7,5 points sur 9 devant Paul Keres, Vasja Pirc, Max Euwe, champion du monde qu'il battit, et Efim Bogoljubov),
- Krefeld 1938 (ex æquo avec Georg Kieninger),
- Bad Elster 1939,
- Bad Harzburg 1939 (8 / 9, deux points devant Gideon Stahlberg),
- Vienne 1939,
- Montevideo 1941
- Sao Pedro de Piracicaba 1941,
- Belo Horizonte 1943,
- Rio de Janeiro 1943, 1944, 1945, 1946, 1947 (plusieurs tournois et championnats)
- Fortaleza 1945,
- São Paulo 1947 (tournoi international remporté devant Miguel Najdorf et Ludwig Engels),
- Recife 1947 (devant Ludwig Engels),
- San Francisco (Argentine) 1947,
- tournoi de Mar del Plata 1948 (13 / 17, +9 =8, 1,5 points devant Gideon Stahlberg, Miguel Najdorf, Hector Rossetto, Albéric O'Kelly de Galway et László Szabó),
- Porto Alegre 1948, 1954
- Córdoba 1949, 1950, 1951, 1954, 1955, 1959.
- tournoi de Mar del Plata 1951 (19 / 22, tournoi zonal, ex æquo avec Julio Bolbochan)
- Punta del Este 1951-1952,
- Bariloche 1953,
- Santa Fe (Argentine) 1953 (ex æquo avec Hector Rossetto, devant Herman Pilnik), 1957, 1959 (ex æquo avec Raul Sanguineti),
- San Nicolás (Buenos Aires) 1957

En 1952, lors du tournoi interzonal de Stockholm, Eliskases finit dixième avec la moitié des points (10,5 / 21). En 1959, il termina deuxième du tournoi de Beverwijk.
Il remporta également des matchs contre Efim Bogoljubov en 1939 (11,5 à 8,5) et Rudolf Spielmann à trois reprises, en 1932 (à Linz), 1936 et 1937 (à Semmering).
Eliskases était aussi un fort joueur par correspondance et ses notes indiquent qu'il avait un résultat de 75 % pendant sa période la plus active.

## Quelques parties
Euwe-Eliskases 1935
1.d4 Cf6 2.c4 e6 3.Cc3 d5 4.Fg5 Fe7 5.e3 O-O 6.Cf3 h6 7.Fh4 Ce4 8.Fxe7 Dxe7 9.cxd5 Cxc3 10.bxc3 exd5 11.Db3 Dd6 12.c4 dxc4 13.Fxc4 Cc6 14.Dc3 Fg4 15.O-O Fxf3 16.gxf3 Rh8
Trois ans plus tard, à Noordwijk, ELiskases joue 16…Tad8 contre Euwe et le bat en 50 coups
17.Tab1 b6 18.Tfc1 Ce7 19.Fa6 c6 20.Db4 Df6 21.f4 g5 22.fxg5 Tg8 23.h4 hxg5 24.h5 g4 25.d5 g3 26.Dd4 gxf2+ 27.Rf1 Tg1+ 28.Re2 Dxd4 29.exd4 Cxd5 30.Rxf2 Tg4 31.Txc6 Tf4+ 32.Re2 Txd4 33.Tb2 Te8+ 34.Rf1 Ce3+ 35.Re1 Cc2+ 36.Rf1 Tf4+ 37.Rg2 Tg8+ 38.Rh3 Cb4 39.Txb4 Txb4 40.Tc7 Tg5 41.Txf7 Txh5+ 42.Rg3 Ta5 0-1
Ce fut l'une des trois victoires d'Eliskases contre Euwe (en cinq parties), qui devient champion du monde la même année.
Eliskases-Capablanca, Semmering 1937
1.d4 d5 2.c4 c6 3.Cf3 Cf6 4.Cc3 dxc4 5.a4 Ff5 6.Ce5 Cbd7 7. Cxc4 Dc7 8.g3 e5 9.dxe5 Cxe5 10.Ff4 Cfd7 11.Fg2 f6 12.O-O Td8 13.Dc1 Fe6 14.Cxe5 Cxe5 15.a5 a6 16.Ce4 Fb4 17.Fd2 De7 18.Fxb4 Dxb4 19.Dc5 Dxc5 20.Cxc5 Fc8 21.Tfd1 Re7 22.b3 Cf7 23.e4 Td6 24.Txd6 Rxd6 25.b4 Rc7 26.Td1 Td8 27.Txd8 Cxd8 28.f4 b6 29.axb6+ Rxb6 30.Ff1 Ce6 31.Ca4+ Rc7 32.Rf2 g5 33.Re3 gxf4+ 34.gxf4 Cg7 35.Cc5 Ce6 36.Cxe6+ Fxe6 37.Rd4 Rb6 38.Fc4 Fg4 39.e5 fxe5+ 40.fxe5 h6 41.h4 Fh5 42.e6 Fe8 43.Fd3 Rc7 44.Rc5 Fh5 45.Fh7 Fg4 46.e7 Rd7 47.Fe4 Rxe7 48.Fxc6 Fe2 49.Fb7 Rd7 50.Rb6 Rd6 51.Fxa6 Ff3 52.Ra5 Fc6 53.Fb5 Ff3 54.Fd3 Fc6 55.Fc2 Rc7 56.Fa4 Ff3 57.b5 Rb7 58.b6 Fe2 59.Fc2 Ff3 60.Fd3 Fg2 61.Fa6+ Rc6 62.Fc8 Ff1 63.Fg4 Fd3 64.Ff3+ Rd6 65.Fb7 Fe2 66.Fa6 Ff3 67.Ff1 Fb7 68.Fh3 Re7 69.Rb5 Rd6 70.Ff5 Re7 71.Rc5 Fg2 72.Fc8 Rd8 73.Fa6 Ff3 74.Rd6 Fg2 75.Fc4 Rc8 76.Fd5 Ff1 77.Re6 Fe2 78.Rf6 Rd7 79.Rg6 h5 80.Rg5 Rd6 81.Ff7 Rc6 82.Fxh5 1-0
Eliskases-Fischer, Buenos Aires 1960
1.c4 Cf6 2.Cc3 e6 3.Cf3 d5 4.d4 Fb4 5.Db3 Cc6 6.Fg5 h6 7.Fxf6 Dxf6 8.e3 dxc4 9.Fxc4 O-O 10.O-O De7 11.Dc2 Fd6 12.Tad1 Rh8 13.a3 e5 14.Cd5 De8 15.dxe5 Cxe5 16.Cxe5 Dxe5 17.f4 De8 18.e4 c6 19.Cc3 Fc7 20.De2 Fe6 21.e5 De7 22.Ce4 Tad8 23.Rh1 Tfe8 24.Fxe6 Dxe6 25.Cc5 Dc8 26.Dh5 Txd1 27.Txd1 Td8 28.h3 Rg8 29.Txd8+ Dxd8 30.e6 De7 31.Df5 b6 32.exf7 Dxf7 33.Dc8+ Rh7 34.Ce6 Fd6 35.g4 Df6 36.Dd7 De7 37.Dxe7 Fxe7 38.Cd4 c5 39.Cc6 Fd6 40.Cxa7 c4 41.Cc8 Fc5 42.a4 Rg6 43.Rg2 Rf6 44.Rf3 Re6 45.Re4 Ff2 46.f5+ Rd7 47.Ca7 Rd6 48.Cb5+ Rc5 49.Cc7 Fh4 50.Ce8 Rb4 51.Rd5 Fe7 52.Cxg7 Ff6 53.Ce8 Fxb2 54.f6 Fxf6 55.Cxf6 c3 56.Ch5 Rxa4 57.Cf4 b5 58.Ce2 c2 1-0